# Vallamand
Vallamand är en ort i kommunen Vully-les-Lacs i kantonen Vaud i Schweiz. Den ligger cirka 55 kilometer nordost om Lausanne. Orten har 569 invånare (2021). Vallamand består av ortsdelarna Vallamand-Dessus och Vallamand-Dessous.
Orten var före den 1 juli 2011 en egen kommun, men slogs då samman med kommunerna Bellerive, Chabrey, Constantine, Montmagny, Mur och Villars-le-Grand till den nya kommunen Vully-les-Lacs. Den tidigare kommunen omfattade dock inte ortsdelen Vallamand-Dessous som låg i Bellerive.